# Hanuşağı, Ovacık
Hanuşağı là một xã thuộc huyện Ovacık, tỉnh Tunceli, Thổ Nhĩ Kỳ. Dân số thời điểm năm 2010 là 103 người.